# Metacatharsius clypeolatus
Metacatharsius clypeolatus là một loài bọ cánh cứng trong họ Bọ hung (Scarabaeidae).